# Anson (Wisconsin)
Anson – miasto w Stanach Zjednoczonych, w stanie Wisconsin, w hrabstwie Chippewa.